# Georgi Dzhikiya
Georgi Tamazovich Dzhikiya (tiếng Nga: Георгий Тамазович Джикия; sinh ngày 21 tháng 11 năm 1993) là một cầu thủ bóng đá người Nga gốc Gruzia thi đấu ở vị trí trung vệ cho Spartak Moskva tại Giải bóng đá ngoại hạng Nga.

## Sự nghiệp câu lạc bộ
Anh có màn ra mắt tại Russian Second Division cho F.K. Lokomotiv-2 Moskva vào ngày 24 tháng 5 năm 2011 trong trận đấu với FC Volochanin-Ratmir Vyshny Volochyok.
Vào ngày 26 tháng 12 năm 2016, anh ký hợp đồng với F.K. Spartak Moskva.
Ngày 18 tháng 1 năm 2018, anh dính chấn thương rách dây chằng chéo trước và phải nghỉ thi đấu vài tháng.

## Quốc tế
Vào tháng 11 năm 2016, lần đầu tiên anh được triệu tập vào Đội tuyển bóng đá quốc gia Nga thi đấu giao hữu với Qatar ngày 10 tháng 11 năm 2016 và România vào ngày 15 tháng 11 năm 2016. Anh có màn ra mắt vào ngày 5 tháng 6 năm 2017 trong trận giao hữu với Hungary.
Tại Cúp liên đoàn các châu lục 2017, Dzhikiya đã chơi trọn vẹn cả 3 trận đấu trước New Zealand (2–0), Bồ Đào Nha (0–1) và Mexico (1–2). Trong trận đấu với các cầu thủ Bồ Đào Nha, anh đã phải nhận một thẻ vàng.
Anh đã bỏ lỡ FIFA World Cup 2018 mà Nga đăng cai, do chấn thương dây chằng gặp phải vào tháng 1.
Ngày 16 tháng 11 năm 2019, anh ghi bàn thắng đầu tiên cho đội tuyển quốc gia trong trận đấu với Bỉ tại vòng loại Euro 2020.

## Thống kê sự nghiệp

### Câu lạc bộ
Tính đến 16 tháng 5 năm 2021
| Câu lạc bộ          | Mùa giải            | Giải vô địch                | Giải vô địch | Giải vô địch | Cúp quốc gia | Cúp quốc gia | Châu lục | Châu lục | Khác | Khác | Tổng cộng | Tổng cộng |
| Câu lạc bộ          | Mùa giải            | Hạng đấu                    | Trận         | Bàn          | Trận         | Bàn          | Trận     | Bàn      | Trận | Bàn  | Trận      | Bàn       |
| ------------------- | ------------------- | --------------------------- | ------------ | ------------ | ------------ | ------------ | -------- | -------- | ---- | ---- | --------- | --------- |
| Lokomotiv-2 Moskva  | 2011–12             | PFL                         | 22           | 0            | 2            | 0            | –        | –        | –    | –    | 24        | 0         |
| Lokomotiv-2 Moskva  | 2012–13             | PFL                         | 21           | 1            | 2            | 0            | –        | –        | –    | –    | 23        | 1         |
| Lokomotiv-2 Moskva  | 2013–14             | PFL                         | 21           | 1            | 0            | 0            | –        | –        | –    | –    | 21        | 1         |
| Lokomotiv-2 Moskva  | Tổng cộng           | Tổng cộng                   | 64           | 2            | 4            | 0            | 0        | 0        | 0    | 0    | 68        | 2         |
| Spartak Nalchik     | 2013–14             | FNL                         | 8            | 0            | 0            | 0            | –        | –        | –    | –    | 8         | 0         |
| Khimik Dzerzhinsk   | 2014–15             | FNL                         | 31           | 2            | 2            | 0            | –        | –        | –    | –    | 33        | 2         |
| Amkar Perm          | 2015–16             | Giải bóng đá ngoại hạng Nga | 22           | 2            | 3            | 1            | –        | –        | –    | –    | 25        | 3         |
| Amkar Perm          | 2016–17             | Giải bóng đá ngoại hạng Nga | 16           | 1            | 1            | 0            | –        | –        | –    | –    | 17        | 1         |
| Amkar Perm          | Tổng cộng           | Tổng cộng                   | 38           | 3            | 4            | 1            | 0        | 0        | 0    | 0    | 42        | 4         |
| Spartak Moskva      | 2016–17             | Giải bóng đá ngoại hạng Nga | 8            | 0            | –            | –            | –        | –        | –    | –    | 8         | 0         |
| Spartak Moskva      | 2017–18             | Giải bóng đá ngoại hạng Nga | 17           | 1            | 2            | 0            | 5        | 0        | 1    | 0    | 25        | 1         |
| Spartak Moskva      | 2018–19             | Giải bóng đá ngoại hạng Nga | 26           | 2            | 3            | 0            | 6        | 0        | –    | –    | 35        | 2         |
| Spartak Moskva      | 2019–20             | Giải bóng đá ngoại hạng Nga | 27           | 1            | 4            | 0            | 4        | 0        | –    | –    | 35        | 1         |
| Spartak Moskva      | 2020–21             | Giải bóng đá ngoại hạng Nga | 28           | 0            | 2            | 0            | –        | –        | –    | –    | 30        | 0         |
| Spartak Moskva      | Tổng cộng           | Tổng cộng                   | 106          | 4            | 11           | 0            | 15       | 0        | 1    | 0    | 133       | 4         |
| Tổng cộng sự nghiệp | Tổng cộng sự nghiệp | Tổng cộng sự nghiệp         | 247          | 11           | 21           | 1            | 15       | 0        | 1    | 0    | 284       | 12        |

### Đội tuyển quốc gia

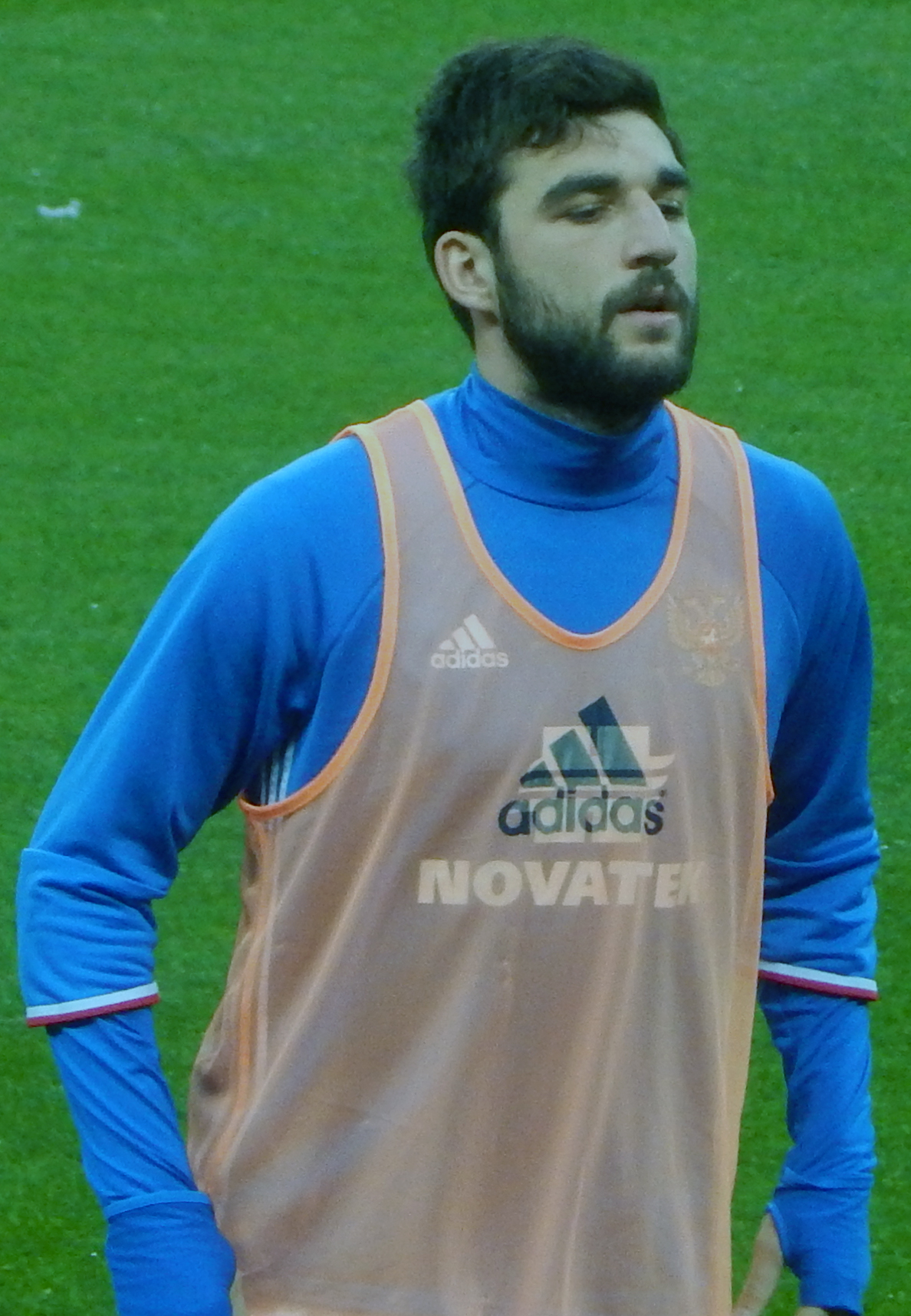
Georgi Dzhikiya khởi động trước trận giao hữu với Argentina năm 2017

Tính đến ngày 20 tháng 11 năm 2022
| Nga       | Nga     | Nga    |
| Năm       | Số trận | Số bàn |
| --------- | ------- | ------ |
| 2017      | 8       | 0      |
| 2018      | 5       | 0      |
| 2019      | 10      | 1      |
| 2020      | 5       | 0      |
| 2021      | 13      | 1      |
| 2022      | 2       | 0      |
| Tổng cộng | 43      | 2      |

### Bàn thắng quốc tế
Tính đến ngày 11 tháng 10 năm 2021
| #  | Ngày                 | Địa điểm                                       | Đối thủ  | Bàn thắng | Kết quả | Giải đấu                 |
| -- | -------------------- | ---------------------------------------------- | -------- | --------- | ------- | ------------------------ |
| 1. | 16 tháng 11 năm 2019 | Sân vận động Krestovsky, Saint Petersburg, Nga | Bỉ       | 1–4       | 1–4     | Vòng loại Euro 2020      |
| 2. | 11 tháng 10 năm 2021 | Ljudski vrt, Maribor, Slovenia                 | Slovenia | 2–0       | 2–1     | Vòng loại World Cup 2022 |

## Danh hiệu
Spartak Moskva
- Vô địch Giải bóng đá ngoại hạng Nga: 2016–17
- Vô địch Siêu cúp bóng đá Nga: 2017